# Diania
Diania és un gènere extint d'animals del fílum Lobopodia trobat al esquistos de Maotianshan del Cambrià inferior de la Xina, representat per una única espècie Diania cactiformis. Conegut durant la seva investigació pel sobrenom de "cactus ambulant", aquest organisme pertany a un grup conegut com lobòpodes blindats i té un cos senzill en forma de cuc amb potes robustes, espinoses i aparentment articulades. La seva importància és que les potes articulades són el caràcter definitori dels artròpodes i, per tant, Diania pot estar molt a prop dels orígens del grup d’animals més divers del planeta.

## Descobriment
Fòssils d'aquests animals van ser descoberts independentment per Jianni Liu de la Universitat del Nord-oest (Xina) a Xi’an, Qiang Ou de la Universitat Xinesa de Geociències a Pequín i Michael Steiner de la Universitat Lliure de Berlín. Els fòssils provenen del famós jaciment de Chengjiang -o esquist Maotianshan- del sud-oest de la Xina i tenen una antiguitat d’uns 520 milions d’anys. Concretament, provenen de la Formació Yu'anshan, datada a l'etapa 3 del Cambrià.

## Nom
El nom Diania prové de "Dian", que és una abreviatura en la llengua xinesa per a Yunnan; la província on es van descobrir els fòssils. L'epítet específic cactiformis es basa en la seva aparença semblant a un cactus, fet que va provocar que l'equip de recerca que treballava sobre els fòssils l'anomenés informalment "cactus ambulant".

## Descripció
Els fòssils complets de Diania cactiformis fan aproximadament 6 centímetres de llarg i tenen un cos llarg i prim. A la part frontal hi ha una probòscide, presumiblement utilitzada en l'alimentació. Aquests animals tenen deu parells de potes i, en comparació amb el cos, són força robustes i espinoses. L'aspecte més important és que les potes semblen estar articulades, amb un exoesquelet dur dividit en segment anellats. Aquests animals també s'assemblen aHallucigenia.

## Significació
Diania pertany a un grup d'animals extingits coneguts com a lobòpodes blindats. S'ha suposat durant molt de temps que estan relacionats d'alguna manera amb els artròpodes i sembla probable que els artròpodes van evolucionar d'aquest grup. Tanmateix, tots els lobòpodes descoberts anteriorment presentaven potes toves, més aviat semblants a un anell, però no segmentades. La importància de Diania és que és un lobòpode que sembla haver evolucionat la característica que dona nom als artròpodes, apèndix articulats.
En la descripció original del fòssil, els autors van suggerir que Diania podria ser el grup germà de Schinderhannes i els artròpodes restants, però van discutir la possibilitat que fos una forma més primitiva que sorgís abans de l'evolució de criatures com Kerygmachela i Anomalocaris.
Diania també suggereix que l'artropodització (és a dir, l'aparició d’articulacions dures en forma d’anell al voltant de les potes) va evolucionar abans que l'artrodització (és a dir, segments durs en forma d’anell, al voltant del cos). Tot i això, l'anàlisi filogenètica subjacent a aquesta conclusió va ser errònia.